# Precinct de Pinckneyville No. 2
Le precinct Pinckneyville n° 2 est un precinct électoral du comté de Perry dans l'Illinois, aux États-Unis. En 2010, ce precinct comptait une population de 785 habitants.